# Fulla Horak
Fulla Horak, właśc. Stefania Horak (ur. 22 lutego 1909 w Tarnopolu, zm. 9 marca 1993 w Zakopanem) – polska nauczycielka, łączniczka Armii Krajowej, mistyczka.

## Życiorys
Była córką Antoniego, pracownika kolei. Wraz z żoną i dziećmi (Tadeusz, Marian, Adam, Kazimierz, Roman, Zofia i Stefania) przeniósł się z Tarnopola do Lwowa.
Stefania skończyła studia filozoficzne na Uniwersytecie Lwowskim oraz konserwatorium muzyczne. W 1931 skończyła studia muzyczne w Lwowskim Instytucie Muzycznym i zaczęła pracę jako nauczycielka gry na fortepianie w gimnazjum sióstr benedyktynek. Pracowała tam do 1942, do likwidacji przez Niemców szkół średnich. Utrzymywała kontakt z elitami społecznymi, m.in. Edwardem Rydzem-Śmigłym i malarką Anielą Pawlikowską.
W 1942 wyjechała do Warszawy. Wstąpiła do Związku Walki Zbrojnej. Posługiwała się konspiracyjnym nazwiskiem Anna Wasilkowska. Współpracowała z Marią Wielborską ps. Maska. W 1943, zagrożona dekonspiracją, wraz z Natalią Steinową wyjechała do Lwowa. Tam współorganizowała komórkę więzienną, kontaktując się z wachmanką Bronisławą Marszał ps. Droga. Horak zaprzysięgła ją do Armii Krajowej. Za pośrednictwem B. Marszał Horak dostarczała więźniom lekarstwa i żywność oraz grypsy. Była łączniczką AK między Lwowem a Warszawą. Pracę w tym charakterze prowadziła do 1944, czyli do końca niemieckiej okupacji we Lwowie.
28 sierpnia 1944 została aresztowana przez Armię Czerwoną za pracę w AK. Osadzono ją w więzieniu we Lwowie. 26 kwietnia 1945 funkcjonariusze NKWD skazali ją na 10 lat więzienia i 5 lat zsyłki. Krótko przebywała w łagrach w Donbasie. Potem została wywieziona do Mordwińskiej Autonomicznej Republiki Sowieckiej, gdzie odbyła cały wyrok. Łącznie była w 6 łagrach. Podczas pobytu w ostatnim z nich odkryto u niej raka żołądka i wycięto 3/4 organu. Usunięto też dwunastnicę. Operację przeprowadzono bez znieczulenia. Z powodu słabego stanu zdrowia, choć okres zsyłki minął, nie była w stanie wrócić do Lwowa. Poprosiła o przedłużenie pobytu w łagrze o rok. Nie pracowała. W 1956 przez Moskwę i Kijów wróciła do Lwowa. Zamieszkała u siostry w Zakopanem. Zofia również była na Syberii, ale dostała wyrok o połowę krótszy niż Stefania.
Wspominano ją jako osobę bardzo inteligentną, oczytaną, serdeczną. Przez lata była niewierząca, choć wychowała się w religijnej rodzinie. W 1935 obiecała sobie, że jeśli bez cudów i nadzwyczajnych wydarzeń odzyska wiarę, będzie do śmierci służyć Bogu. W sierpniu 1935 Horak była na spotkaniu salonowym, gdzie usłyszała kobietę, która za sprawą Matki Bożej rozwiązała ważną dla siebie sprawę. Horak przyznała, że nie wierzy w Maryję, a zaskoczenie rozmówczyni i opinia, że Horak musi być z tego powodu nieszczęśliwa, mocno wstrząsnęły Fullą.
Krótko później Stefania Horak doświadczyła objawienia św. Magdaleny Zofii Barat. W kolejnych latach Horak ukazali się również: kard. Mercier, Jan Bosko, Teresa od Dzieciątka Jezus, święci January i Sylwester, Andrzej Bobola, Jan Maria Vianney, Anna Katarzyna Emmerich, Piotr Jerzy Frassati, Joanna d’Arc, św. Stefan, św. Mikołaj. Horak rozmawiała z nimi, mogła ich dotykać. Magdalena Zofia Barat podyktowała jej objawienie, które Horak zapisała w dzienniku. Ołówek sam przesuwał się po papierze. Mistyczka spisała też pouczenia i orędzia świętych, z którymi rozmawiała, jak również opisała niebo, czyściec i piekło, których doświadczyła.
Pobyt w łagrze bardzo wyniszczył ją fizycznie. Dodatkowo w 1992 złamała prawą nogę w szyjce udowej, ale nie operowano z powodu jej wieku (miała wówczas 83 lata) i problemów z sercem. Przez 1,5 roku leżała w łóżku. Zmarła w Zakopanem i została pochowana na miejscowym cmentarzu parafialnym przy ul. Nowotarskiej (kwatera L4/1/2) .

## Spuścizna
Przepowiedziała rozpad ZSRR, śmierć Nicolae Ceaușescu, wybór Karola Wojtyły na papieża i zamach na jego życie.
Edward Rydz-Śmigły sfinansował przedwojenne wydane Świętej Pani, czyli zapisów Fulli Horak. W 1939 książka ukazała się na odbitkach fotograficznych. Publikacją zainteresowali się prymasi Polski: August Hlond i Stefan Wyszyński.
W PRL streszczenie prac Fulli Horak ukazało się w drugim obiegu w ograniczonym nakładzie. W 1992 wydawnictwo Arka z Wrocławia wydało fragmenty jej dzieł pt. O życiu pozagrobowym. Prace Fulli Horak wydano też w Niemczech.
Horak pozostawiła kasety magnetofonowe z nagraniami i maszynopis Rozważania prywatne. Po jej śmierci przyjaciele z Krakowa wydali w małym nakładzie pracę Niewidzialni, czyli dziennik Fulli Horak.
W 2020 powstał film Czyściec z Małgorzatą Kożuchowską w roli Fulli Horak. Reżyserem jest Michał Kondrat. Produkcja łączy elementy filmu fabularnego i dokumentalnego. Wypowiadają się w nim naukowcy i teologowie. W tym samym roku nakładem Wydawnictwa AA ukazały się książki Święta Pani. Objawienia i wizje mistyczne oraz Niewidzialni. Osobiste świadectwo 1938–1956. Również Fronda PL opublikowała książkę o mistyczce – O życiu pozagrobowym Spotkania z duszami czyśćcowymi. W 2021 Wydawnictwo AA uruchomiło zbiórkę internetową na film dokumentalny o Fulli Horak.